# Finland under romersk järnålder
Finland under romersk järnålder omfattar 400 år från år 1 till cirka 400 e.Kr. Perioden har fått sitt namn efter att romerska importfynd började spridas över Europa vid denna tid. Några romerska importer har också letat sig till Finland, bland annat några vinskopor och ett dryckeshorn i glas. Fynden är nu talrikare men det mesta av informationen kommer från gravfält och gravar och gravfynd är det viktigaste fyndmaterialet.

## Bebyggelsens utbredning i sydvästra Finland
Fynden från den romerska järnåldern ger intrycket att vara från människor av främmande härkomst som invandrade till Finland.  Århundradena efter Kristi födelse markeras genom en stor omläggning av kustbebyggelsen. De viktigaste bosättningarna fanns i sydväst. Tättbefolkade bygder uppkom i skyddade innerskärgårdar och i början av älvdalarna och särskilt vid åmynningar. Under den yngre romerska järnåldern (ca 200 – 400 e.Kr.) ökade antalet invånare i Finland. Jordbruket och de agrara grupperna expanderade över Finland. Från den romerska järnålderns början finns inte många arkeologiska fynd. Men gravgåvor i kustområden blev vanligare och det arkeologiska fyndmaterialet växte och blev mer mångsidigt med influenser från fler områden.
Från Egentliga Finland i sydväst spred sig metallkulturen längs Kumo älv. Bebyggelsen spred sig till inlandet, på trehundratalet nådde den trakterna av insjöarna i Tavastland och nuvarande Tavastehus och Tammerfors. Senare under folkvandringstiden kan man iaktta att bebyggelsen förtätades och expanderade i Egentliga Finland, Satakunta och södra Österbotten för att under periodens slut nå Sysmä öster om Päijänne. Förtätning av bebyggelse kan studeras i Ella Kivikoskis bok Finlands förhistoria där fyra kartor visar bilden av bosättningar grundad på gravar och gravfält. Ännu på 1960-talet fanns inga bebyggelselämningar utgrävda från romersk järnålder. Detta har ändrats på senare år men en senare uppgift ger enbart i Sverige 600 boplatsytor dokumenterade, i Finland utom Åland bara cirka tio. Det visar på skillnaden i undersökningsintensitet.

## Österbotten
Samtidigt växte den andra järnåldersbygden i Österbotten fram. Området var först begränsat till ett mindre område innanför Wasa. Kärnområden i Österbotten är Laihela, Lillkyro och Vörå, senare också Storkyro och Malax, men viktiga fynd har hittats i Lappfjärd, Närpes, Pörtom och Petalax liksom från Nykarleby, Purmo och Esse. Järnåldern i Österbotten är mera omstridd och det finns forskare på svensk sida som sett det som en svenskbygd.

## Samhällsutveckling och jordbruk
Kustbefolkningen försörjde sig genom en blandekonomi som varierade mellan spannmålsodling, djurhållning, fiske, säljakt och jakt. Dokumenterade lämningar efter bebyggelser och bosättningar är dock fåtaliga. Bristen på denna typ av material gör det svårt att förstå samhällets ekonomi. Åkerbruk praktiserades säkert, vilket skäror i fynden visar, men osteologiskt material från djurhållningen är magert. Ull användes i kläderna från denna tid. Troligen praktiserades svedjebruk som metod. Bränningen bereder marken för odling genom att bränna växtligheten och förhindrar ogräsfrön att överleva. Näringsämnen ökar i marken och utbytet av odlingsväxterna ökar. Svedjebruk var i Finland i allmänt bruk ännu på 1800-talet och i östra landsdelarna in på 1900-talet. Kivikoski skriver att svedjebruket kan ge en förklaring varför vissa gravfält i Tavastland blev kortvarigt brukade. Hon nämner att under medeltiden fanns fasta åkrar bara i egentliga Finland. Hon betonar jaktens och fiskets betydelse för försörjning men också pälshandels ekonomiska värde. Finland var glest befolkat med stora ödemarker. Inom kulturen som bedrev insjöfiske anses livsstilen ha förblivit gammaldags. I det arkeologiska materialet är morbykeramik ett viktigt kännetecken för perioden vid kusten. I inlandet användes fortfarande asbestblandad Luukonsaarikeramik. Säljakten har lämnat spår särskilt vid kusten i Bottenviken.
I en studie om jordbruk i den boreala barrskogsregionen som grundades på agrogeologiska data med pollenanalytiska som bevis för jordbruk enligt ett index från åtta olika noga daterade varviga sjösediment. Före vikingatiden var arkeologiska fynd, boplatser och gravar fåtaliga. Järnåldersfynd fanns bara i låglänta omgivningar med finkorniga sediment eller lerig jord. Det finns pollenanalytiska fynd som kan tyda på sporadisk odling från bronsåldern och framåt. Först efter 700 e.Kr. blev spannmålspollen regelbundet förekommande. Först efter år 1000 gick man helt över till spannmålsodling.

## Gravar
Begravningar gjordes i mindre högar eller jordblandade rösen. Förutom traditionella runda gravar blev rektangulära tarandgravar vanligare på Finlands sydkust. Förbindelserna längs kusten riktades särskilt i riktning mot Baltikum. Gravarna från järnåldern är vanligtvis mindre än under bronsåldern och ligger inte längre i så utmärkande höjdlägen. Den äldre romerska järnåldern (ca 1–200 e.Kr.) var en tid då människor från främst Baltikum och Skandinavien antas ha flyttat till sydvästra Finland och bosatt sig i området mellan Aura å och Letala. Vid Kumo älvs mynning finns ett större gravfält som användes under en längre tid. Gravskicket ändrades och gravformer ursprungligen från Gotland och östra Sverige uppträdde också.
Kroggårdsmalmens gravfält i Karis med tre rösegravar varav den bevarade visade sig innehålla tarandgravar av estnisk typ. Alltså förekom ett gravskick som påminner om det estniska i kustområdena. Andra platser med tarangravar är Pentala och Koskenhaka. Gravfynden från Koskenhaka pekade mot området runt nedre Weichsel. Gravfältet i Kärsämäki i utkanten av Åbo innehöll 70 brandgravar och tre skelettgravar med de brända benen på flata hällar, i urnor eller andra typer av kärl. Alltså mera typiska skandinaviska gravformer men fyndbeståndet i gravarna pekade mot Weichselområdet där goterna då möjligen bodde. Kumo älvs mynningsområde blev under senare romersk tid tomt på gravfält Längre in vid Kumo börjar gravfälten och de fortsatte att brukas hela järnåldern. Gravfälten i Kroggårdsmalmen och Pentala brukades inte under yngre romerk järnålder, däremot förefaller Koskenhaka fortsätta att användas. Kärsämäki användes också och från denna tid finns några rikt utrustade vapengravar. Stensättningar eller rösen fortsätter att vara dominerande gravform. I Karis, Tenala och Bjärnå förekommer rektangulära stensätt med en ram av större stenar som sedan fyllts med mindre stenar. Kvarlevorna ligger utspridda bland stenarna ytligt i torvlagret. Gravarna är kollektiva med flera individer och har troligen haft ett tak, och bildat ett så kallat dödshus. Möjligen har dessa fyrsidiga gravar varit en början på tarandgravar som aldrig utvecklats vidare. I Karis har 20 sådana gravar påträffats och i Bjärnå 5 och i Tendala bara en. Gravtypen hör till yngre romartid in i folkvandringstid.
På Ekeberga gravfält i Sjundeå har hittats en grav med kantkedja och ringar innanför denna, samt en kistliknande gravgömma. Det påminner om bronsålderns gravskick, men fynden är från yngre romersk tid. Motsvarigheter finns i västra Estland. Även Uskela har gett ett liknande gravfynd. I Letala vid Soukainen hittades ett röse med två manslånga kistor med två obrända lik, manliga vapengravar varav den ena var rik med två spjut, svärd, sköld och ett romerskt dryckeshorn. Röset över gravarna hade 10 meters diameter. Graven har likheter med samtida gotländska gravar. Dryckeshornet är tillverkat i den romerska provinsen, troligen Köln.
Införandet av de utländska gravskicken hänger samman med Östersjön som ett viktigt handelsområde där det förekom kulturutbyten. I Letala har brandgropar med brända ben och bålrester dokumenterats, vilket inte är typiskt finskt men väl skandinaviskt. Enligt Kivikoski är största delen under tidig tid av fynden av östbaltisk karaktär och hon menar att fynden pekar mot invandring. Lite senare under romersk järnålder började seden med vapengravar praktiseras i Finland. Gravfält av detta slag är mest kända från Nylands och norra Finlands kuster, Kumo älvs mynning, södra Österbotten och några från trakten vid Uleåborg. Men det fanns utan tvekan bosättningar även på andra håll.

## Fynd
Kivikoski går så långt att hon skriver Fyndmaterialet från den äldre romartiden i Finland är helt och hållet av utländskt ursprung och till övervägande del av samma slag som i Östbaltikum på litauiskt, lettiskt och estniskt område. Största delen av metallföremålen importerades färdiga. Slagg som hittats i sydvästra Finland är från yngre romartid. Brandgravar gör det omöjligt att studera dräktskick, inte heller i skelettgravar har textila fynd gjorts. Ögonfibulor av olika typer är vanliga, liksom olika nålar. Halsringar med trumpetformade ändar har rent östbaltiska former. Föremålen kan ibland också komma från Weichselområdet. Eftersom fynden talar för det ser Kivikoski dessa om bevis på en långsam invandring över Finska viken där sydvästra Finland med sin skärgård har erbjudit bättre boplatser och fiskemöjligheter och därför blev bebyggelsens centrum där.

## Kulturella kontakter

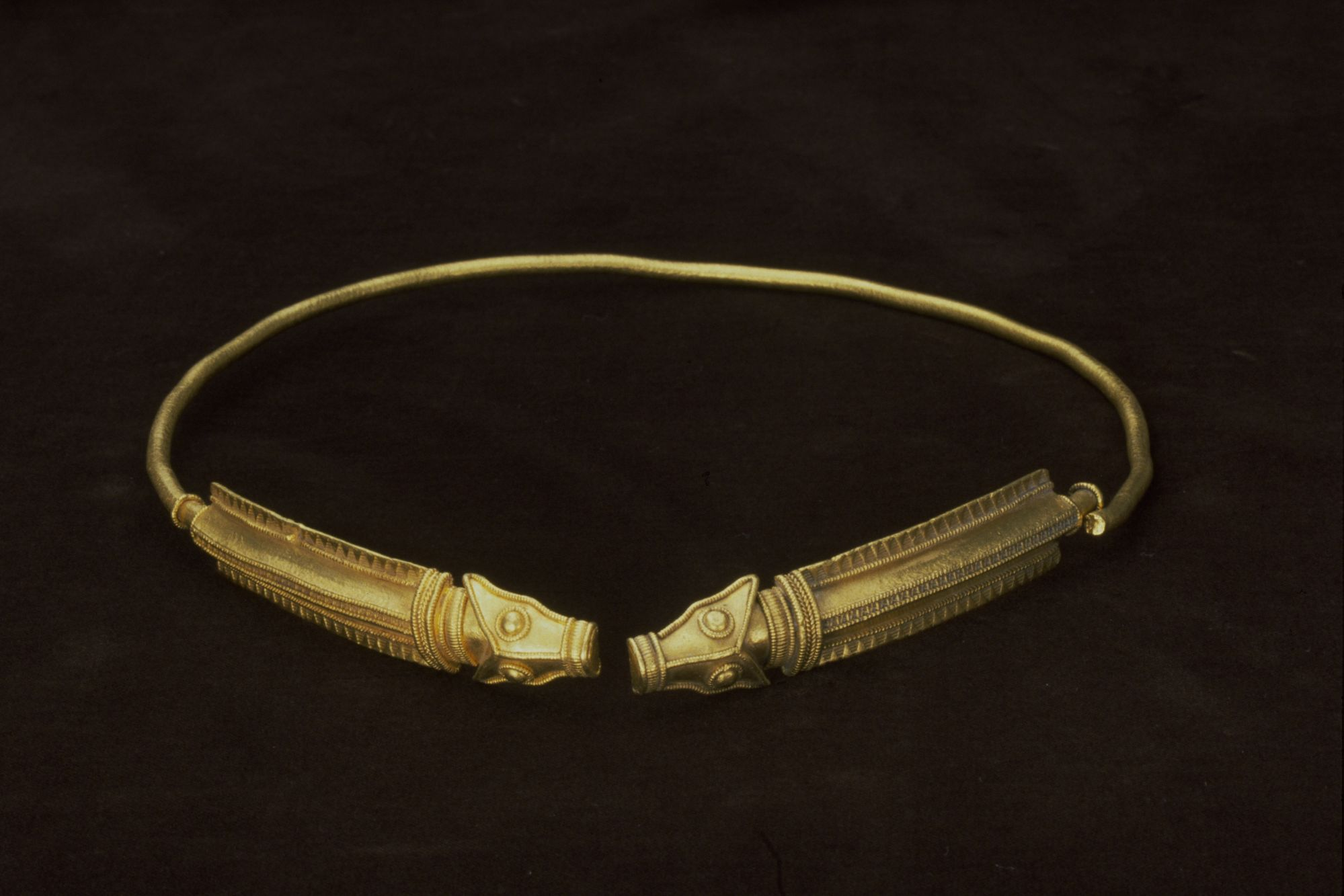
Ormhuvudhalsring i guld från romersk järnålder funnen i Nousis socken Åbo län Finland

Fyndmaterialet från äldre romartid är av utländskt ursprung menar Kivikoski, och till övervägande del baltiskt. Hon tolkar det också som metallimport av färdiga föremål. Smycken är vanligen kvinnliga attribut men spännen för att hålla ihop manteln finns också i manliga gravar. Smycken är viktiga för dateringar och för att spåra föremålens ursprung. De ändrar sig ofta och ger goda dateringar och lokala stilegenheter gör att de kan relateras till olika platser. Männens vapen var till en början oftast spjut men inte sköldar, senare tillkom svärd och sköldar. Spjut var ju också ett jaktvapen. Vapnens ursprung är svårare att spåra än kvinnornas smycken men vapnen var troligen av germanska typer. Att det urgermanska språket försvagas tyder på att kontakterna med Skandinavien blir försvagade. Järnålderns fynd från år 1 och framåt är fler än under den förromerska tiden. Under romartiden skedde handel med romarna i form av pälsverk från vildmarksområdena norrut och bärnsten från södra Östersjön. Exporten av produkter betalade det romerska importgodset. Kring år 300 var välståndet ändå högre och värdefulla importerade varor förekom, till exempel en romersk vinskopa hittad i Lillkyro i Österbotten och en ormhuvudhalsring från Nousis (bild), vilken är ett av de dyrbaraste finländska arkeologiska fynden. Halsringen  hittades 1770 och tillhör Statens historiska museum i Sverige eftersom Finland då var en del av Sverige. Ringen är av skandinavisk tillverkning.

## Språk
Under tidig järnålder talades i delar av Finland det urgermanska språket. Förutom lånord kan dess inflytande också ses i ortnamnen i västra Finland. Utifrån ortnamnen är det känt att germanerna stötte på både östersjöfinnar och samer i västra Finland. Baltiska finsktalande invandrare flyttade också till sydvästra Finland från Estland, medan samerna troligen kom till södra Finland från Karelen. Under senare delen försvagades möjligen det urgermanska språket liksom det uraliska språket i östra Finland. Eftersom bosättningarna var mycket glesa har troligen också äldre språk fortfarande talats på vissa ställen i Finland, och längre norrut i Finland är detta ännu troligare.